# Kurt Zilliacus
Kurt Bertel Zilliacus, född 21 juli 1927 i Åbo, död 30 april 2008 i Vanda, var en finländsk ortnamnsforskare med skärgården som specialområde.
Zilliacus blev filosofie licentiat 1965. Han var 1954–1966 dialektologisk arkivarie och 1966–1976 namnarkivarie vid Svenska litteratursällskapet samt 1977–1992 den förste chefen för byrån för svenska språket vid Forskningscentralen för de inhemska språken. I monografin Ortnamnen i Houtskär (1966) är kust- och skärgårdsnamn det centrala temat, senare utvidgat i översiktsarbetet Skärgårdsnamn (1989) samt i ett flertal artiklar och redigerade arbeten. En systematisk analys av ortnamn i större skala blev möjlig, sedan Zilliacus i mitten av 1960-talet omorganiserat insamlandet och arkiveringen av namn samt skapat en syntaktisk-semantisk analysmodell. Sin erfarenhet av ortnamnsforskningen, dess mål och metoder, sammanfattade han i Forska i namn (2002). Zilliacus började sin bana som dialektolog och återvände till dialekterna med boken Åboländska (1992).